# سوزي
سوزي (بالبرتغالية: Suzy Bittencourt de Oliveira‏) (7 فبراير 1967 - ) هي لاعبة كرة قدم برازيلية في مركز الدفاع، شاركت في الألعاب الأولمبية الصيفية 1996.

## وصلات خارجية
- سوزي على موقع الاتحاد الدولي (مؤرشف)  (الإنجليزية)
- سوزي على موقع قاعدة بيانات كرة القدم.إي يو (الإنجليزية)
- سوزي على موقع أوليمبيديا (الإنجليزية)